# Pelophylax
Pelophylax là một chi động vật lưỡng cư trong họ Ranidae, thuộc bộ Anura. Chi này có 25 loài và 24% bị đe dọa hoặc tuyệt chủng.

## Loài
- Pelophylax bedriagae – Levant water frog
- Pelophylax bergeri – Italian pool frog
- Pelophylax caralitanus (Arikan, 1988) (formerly in P. bedriagae)
- Pelophylax cerigensis – Karpathos frog
- Pelophylax chosenicus – Seoul frog
- Pelophylax cretensis – Cretan frog
- Pelophylax demarchii (validity and taxonomic status unclear; klepton?)
- Pelophylax epeiroticus – Epirus water frog
- Pelophylax fukienensis (formerly in P. plancyi)
- Pelophylax hubeiensis (may belong in P. plancyi)
- Pelophylax kurtmuelleri – Balkan frog
- Pelophylax lateralis – Kokarit frog, yellow frog, "wood frog" (might belong in Hylarana)
- Pelophylax lessonae – pool frog
- Pelophylax nigromaculatus – dark-spotted frog (may include P. tenggerensis)
- Pelophylax perezi – Perez's frog
- Pelophylax plancyi – eastern golden frog (may include P. hubeiensis)
- Pelophylax porosus – Daruma pond frog
- Pelophylax ridibundus – marsh frog
- Pelophylax saharicus – Sahara frog
- Pelophylax shqipericus – Albanian water frog
- Pelophylax tenggerensis (may belong in P. nigromaculatus)
- Pelophylax terentievi (taxonomic status unclear; klepton?)

## Hình ảnh

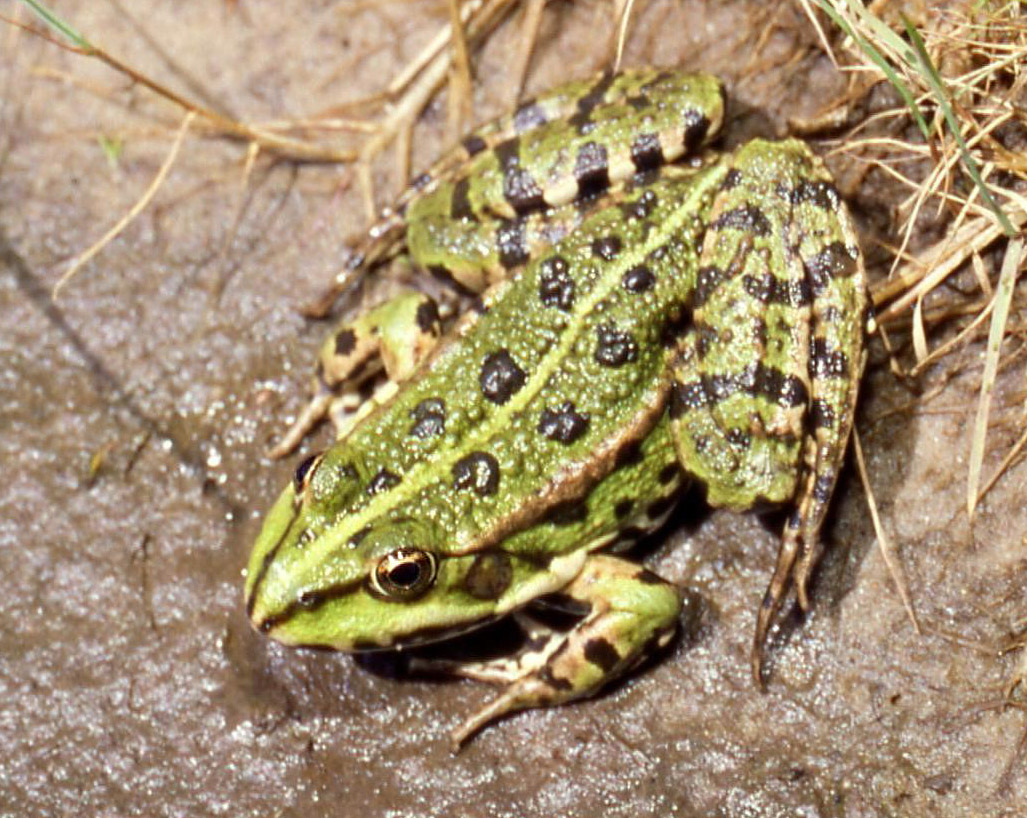
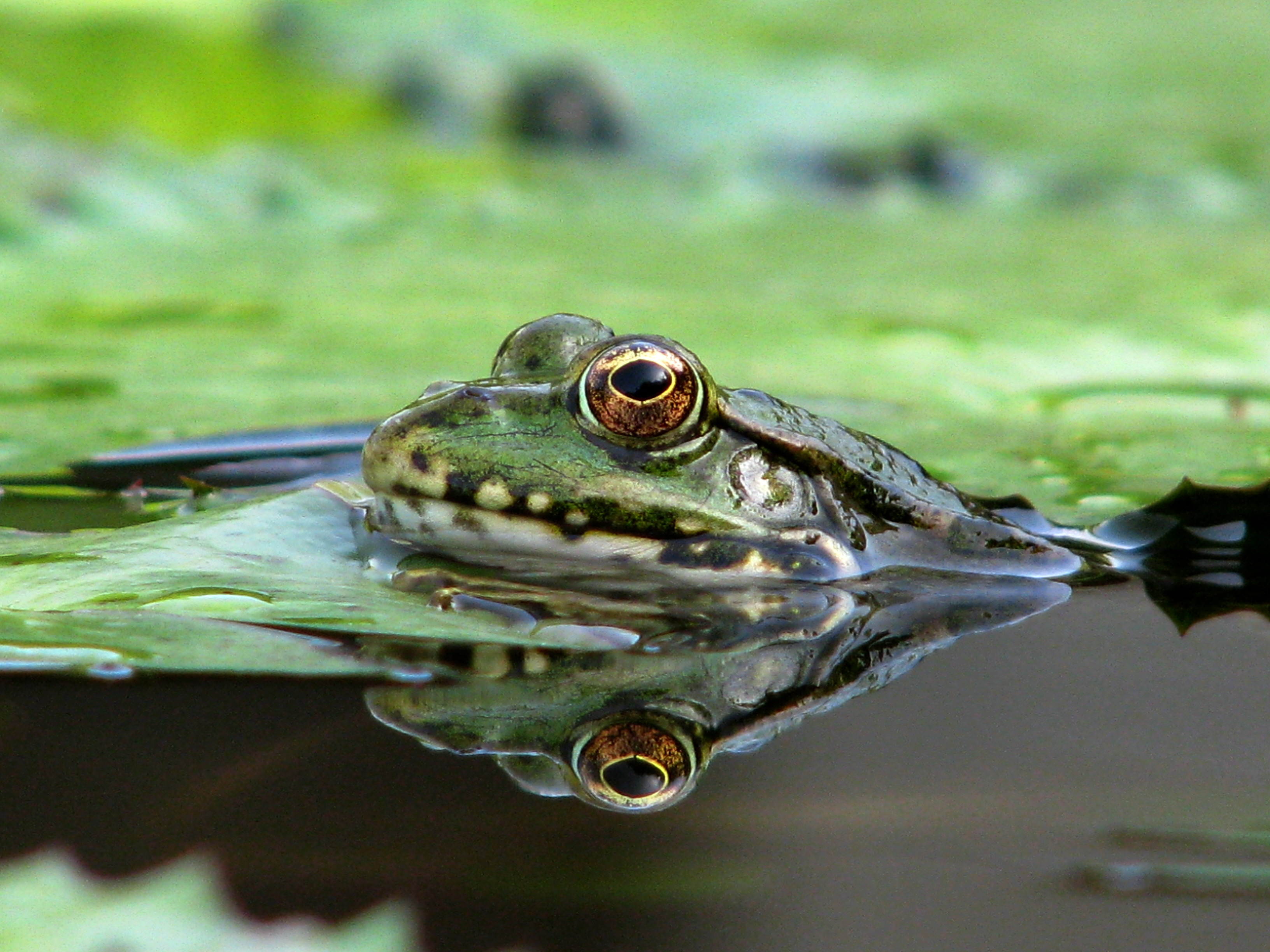
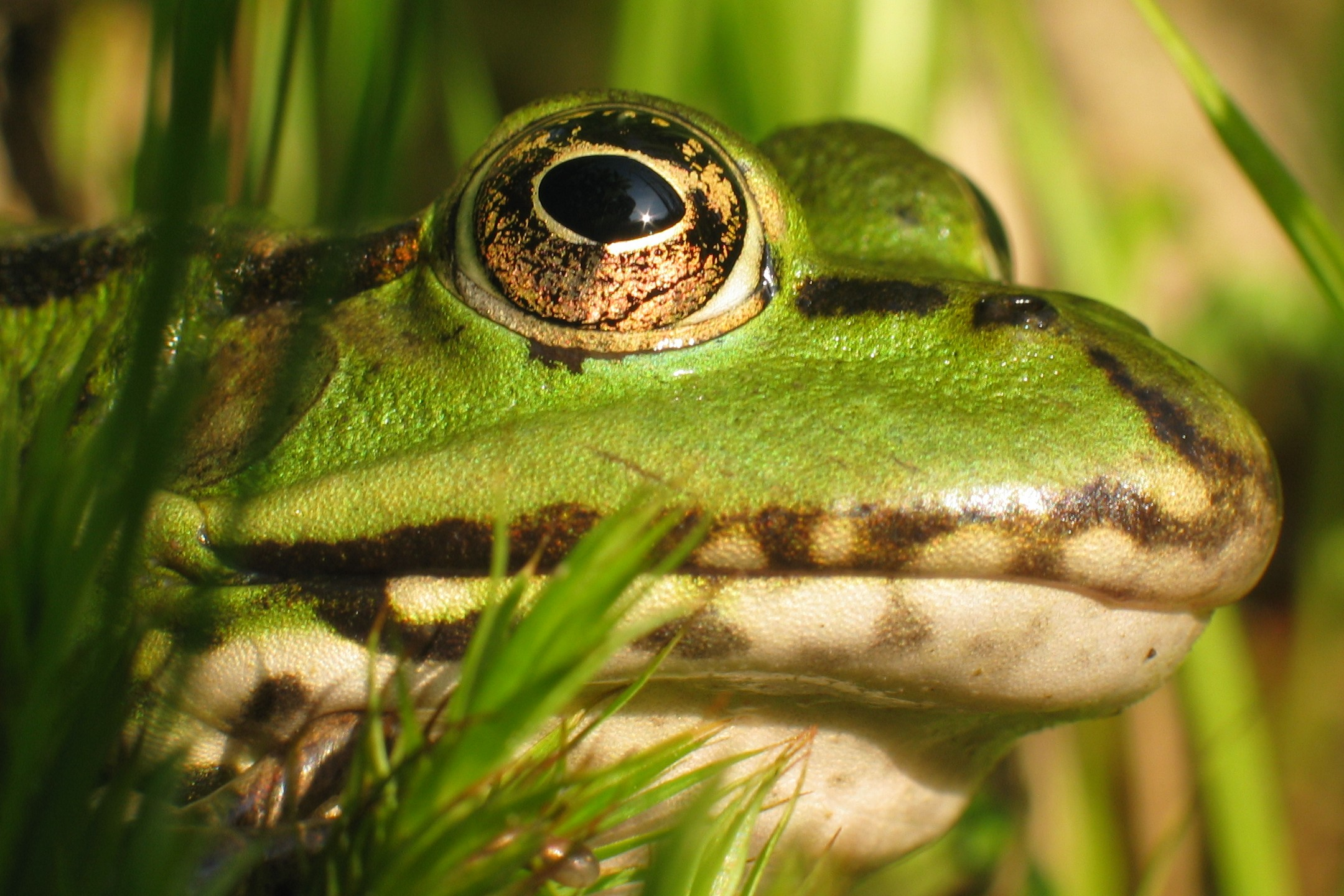
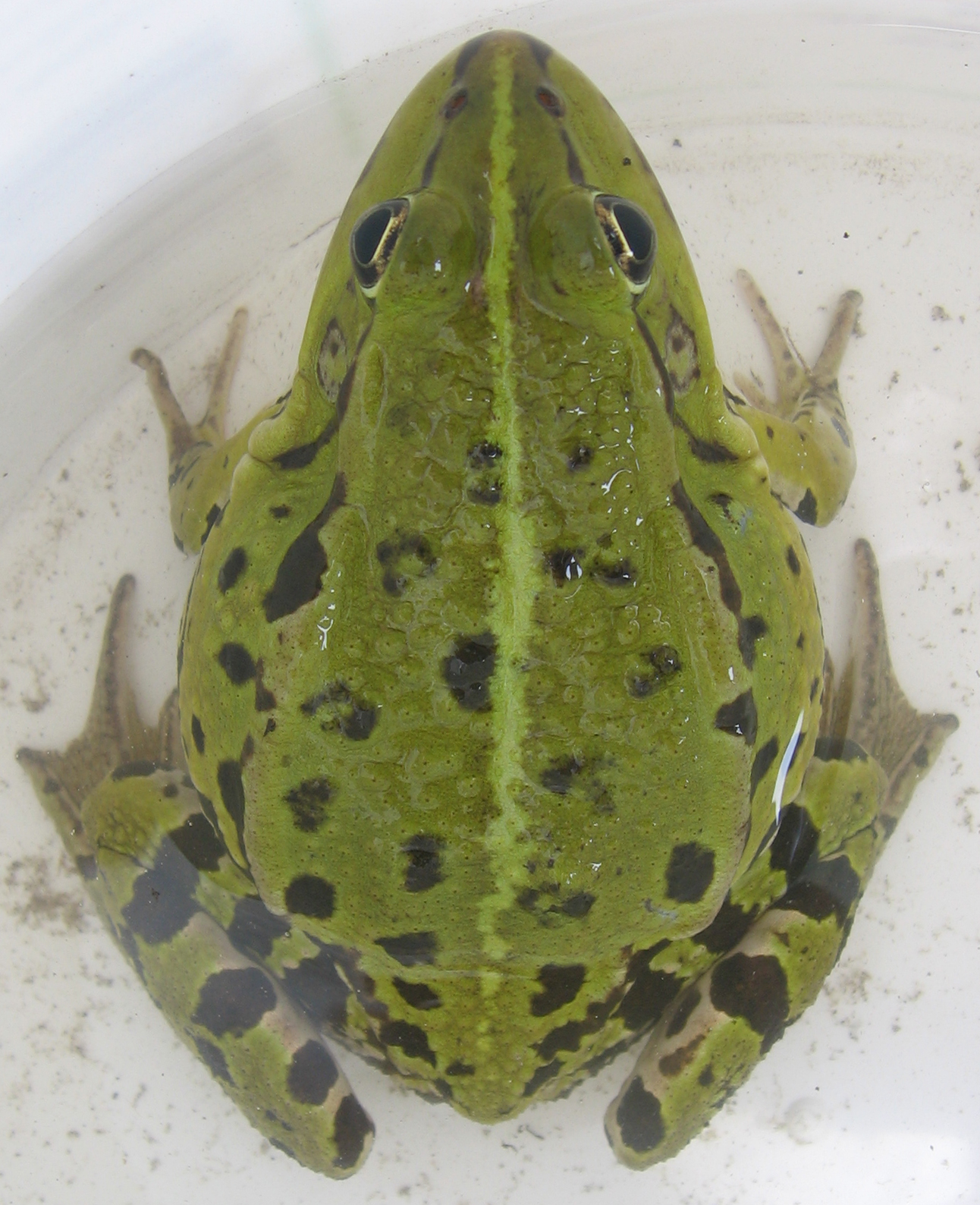